# でじこさん
Di・Gi・Charat Radio Show でじこさん♡（で・じ・きゃらっと・らじお・しょー）は、ラジオ大阪で放送されたラジオ番組（アニラジ）。

## 概要
- 放送期間は2002年4月6日（5日深夜）から2003年3月29日（28日深夜）まで（放送日程はラジオ大阪での放送分・全52回）。デ・ジ・キャラットやアクエリアンエイジなどのブロッコリーコンテンツをフィーチャーしたコーナーを展開した。
- 番組名はでじこのへや2放送時に募集し、2002年4月6日放送分で発表された。多数の応募の中から、アニメ・サザエさんにあやかり番組が長く続くことを願って付けられた「でじこさん」に決まった。

## パーソナリティー
- 真田アサミ（デ・ジ・キャラット役）
- 氷上恭子（ラ・ビ・アン・ローズ役）
- 沢城みゆき（プチ・キャラット役）

### コーナーパーソナリティ
PKOのお前とブラック
- 鳥海浩輔（リク＝ハイゼンベルク役）
- 鈴木千尋（カイ＝シュヴァイツァー役）
- サエキトモ（クウ＝エアハルト役）
- 柳瀬なつみ（あなたのファーストストーリーを担当）

アクエリアンエイジコーナー
- 中井まれかつ

ミケの日本全国ご名産
- 小桜エツ子（ミケ・キャラット役）

## 放送時間
- ラジオ大阪 土曜0:00 - 1:00（金曜深夜）
- 北海道放送 日曜1:00 - 2:00（土曜深夜）
- 東北放送 月曜1:00 - 2:00(日曜深夜、～2002年9月)→月曜0:00 - 1:00(日曜深夜、2002年10月～最終回まで)

東北放送は2002年9月まで、放送設備の保守作業を行った。この影響で、作業にあたる週の放送が休止され、翌週に休止した先週分と今週分の放送を2本続けて放送されたことが数回あった。
- 文化放送 土曜1:30 - 2:30（金曜深夜）
- 信越放送 月曜0:00 - 1:00（日曜深夜）
- 北陸放送 日曜23:00 - 24:00
- 東海ラジオ 土曜1:00 - 2:00（土曜深夜）

この番組の後にぴたぴたエンジェル♪が放送されていた。つまり、土曜25:00からの90分は事実上ブロッコリーメインの枠で埋まったことになる。
- 南海放送 月曜0:30 - 1:30（日曜深夜）
- RKB毎日放送 金曜1:00 - 2:00（木曜深夜）
- ラジオ沖縄 月曜 0:30 - 1:30（日曜深夜）

## 主なコーナー
●…週代わり、▲…隔週
- オープニング1ミニッツ
パーソナリティ１人が1分以内にフリートークを展開する。
- ふつおた
- 3ヒントぷらーん ●
真田、氷上、沢城が出したキーワードを基に、うまく文章を作成するコーナー。
- でじこに負けるな ●
『でじこに負けないドジを踏んだ』ことを募るコーナー。
- ミケの日本全国ご名産 ▲
- アクエリアンエイジコーナー ▲
- でじコンワールド
とある通販番組をもじったタイトルだが、タイトル通り、ゲーム･CDなどの最新グッズや雑誌をテレビショッピング風に紹介するコーナー。
- PKOのお前とブラック
  - 小さな悪見つけた
タイトル通り、『自分がこんな悪いことをした』『こんな○○は悪ですか?』といったものを募集するコーナー。
  - あいつの一言
『小さい悪見つけた』の投稿数が少なくなったのを受けて始まったコーナー。
内容はある人物が言ったせりふをネタっぽく(と言うよりもネタにして)送るものであった。
  - あなたのファーストストーリー
ファーストKiss☆物語II 〜あなたがいるから〜に関するコーナー。
- みゆきのスーパーラッキー占い
- はたらくでじこ
でじこ、ぷちこ、うさだが、ブロッコリーの最新情報を紹介するコーナー。
- そんなのうさだ ●
でじこのへや開始以来、氷上が受け持つコーナー無かったが故に始まったコーナー。内容はありそうで無いこと、つまりうそネタを募るコーナーだった。

## テーマソング
- OP：READY→→→GO!
- ED：恋する(?)カフェテラス

いずれも作詞：森ユキ、作・編曲：坂本裕介、歌：真田アサミ・沢城みゆき・氷上恭子

## CD
- READY→→→GO！（2002/5/22 LACM-4058）
- Di Gi Charat Radio Show でじこさん♡CDスペシャル ～横浜ドライブツアーGo!Go!にょ!～（2002/12/25 LACA-5144）
- Di Gi Charat Radio Show でじこさん♡サウンドトラック集 SOUND of でじこさん♡（2003/2/26 LACA-5151）

| ラジオ大阪 土曜 0:00 - 1:00枠 | ラジオ大阪 土曜 0:00 - 1:00枠 | ラジオ大阪 土曜 0:00 - 1:00枠                                 |
| 前番組                        | 番組名                        | 次番組                                                        |
| ----------------------------- | ----------------------------- | ------------------------------------------------------------- |
| でじこのへや2                 | でじこさん                    | Broccoli GAMERS Radio 0:00 - 0:30G.A.だにょ 0:30 - 1:00       |
| 文化放送 土曜 1:30 - 2:30枠   |                               |                                                               |
| でじこのへや2                 | でじこさん                    | 王立温泉ルリルラ 1:30 - 2:00Broccoli GAMERS Radio 2:00 - 2:30 |